# Wang Jinfen
Wang Jinfen (*  1969) ist eine frühere chinesische Skilangläuferin und Biathletin. Sie nahm an drei Olympischen Winterspielen und zwei Biathlon-Weltmeisterschaften teil.
Wang lebt in Dalian. Zunächst war sie Skilangläuferin und nahm im Alter von 18 Jahren in Calgary erstmals an Olympischen Winterspielen teil, wo sie über 10 Kilometer 51. wurde und über 5 Kilometer nicht ins Ziel kam. Bei den Winter-Asienspielen 1990 in Sapporo gewann sie die Bronzemedaille über 15 km klassisch und die Silbermedaille mit der Staffel. Sie startete erstmals im Biathlon in Feistritz bei den Biathlon-Weltmeisterschaften 1988 und bestritt dort das Einzel, in dem sie 40. wurde, sowie das Sprintrennen, wo sie auf den 32. Rang lief. Bei den Olympischen Winterspielen 1992 von Albertville wurde Wang in zwei Rennen eingesetzt. Im Einzel erreichte sie den 65. Platz, im Sprint den 35. Im folgenden Jahr holte sie bei der Winter-Universiade in Zakopane Gold im Sprint. Auch bei den Olympischen Winterspielen 1994 von Lillehammer trat sie, nun in drei Rennen, an. Im Einzel kam sie auf Platz 24, im Sprint wurde die Chinesin 41. und 14. mit der Staffel. 1995 lief Wang ihre zweite Weltmeisterschaft. Im Einzel wurde sie 49., im Sprint kam ein 45. Platz hinzu, mit der Staffel, zu der auch Sun Ribo, Liu Jinfeng und Song Aiqin gehörten, erreichte sie Platz zehn. Bei den Winter-Asienspielen 1996 in Harbin gewann sie die Silbermedaille im Sprint und die Goldmedaille mit der Staffel. Zudem holte sie dort mit der Skilanglaufstaffel die Goldmedaille. Im Biathlon-Weltcup lief Wang regelmäßig von 1993 bis 1997. In Oberhof wurde sie in ihrem ersten Einzel 34. Viermal lief sie auf Punkteränge. Mit Platz 12 im Sprint erreichte Wang 1993 in Antholz ihr bestes Ergebnis.

## Biathlon-Weltcup-Platzierungen
| Platzierung | Einzel | Sprint | Verfolgung | Massenstart | Team | Staffel | Gesamt |
| ----------- | ------ | ------ | ---------- | ----------- | ---- | ------- | ------ |
| 1. Platz    |        |        |            |             |      |         |        |
| 2. Platz    |        |        |            |             |      |         |        |
| 3. Platz    |        |        |            |             |      |         |        |
| Top 10      |        |        |            |             |      | 1       | 1      |
| Punkte      | 3      | 1      |            |             |      | 2       | 6      |
| Starts      | 14     | 13     |            |             |      | 2       | 29     |

(Angaben sind nicht vollständig)